# Lijst van afleveringen van Scott & Bailey
Dit is een lijst met afleveringen van de Britse televisieserie Scott & Bailey. De serie wordt oorspronkelijk in Engeland uitgezonden door ITV.

## Seizoen 1 (2011)
| Nr. | Aflevering | Titel           | Regisseur          | Schrijver        | Originele uitzenddatum |  |
| --- | ---------- | --------------- | ------------------ | ---------------- | ---------------------- |  |
| 1   | 1          | Congratulations | Sarah Pia Anderson | Sally Wainwright | 29 mei 2011            |  |
| 2   | 2          | Surprise        | Sarah Pia Anderson | Sally Wainwright | 5 juni 2011            |  |
| 3   | 3          | Personal        | Syd Macartney      | Sally Wainwright | 12 juni 2011           |  |
| 4   | 4          | Execution       | Syd Macartney      | Sally Wainwright | 19 juni 2011           |  |
| 5   | 5          | Faultlines      | Ben Caron          | Sally Wainwright | 26 juni 2011           |  |
| 6   | 6          | Vendetta        | Ben Caron          | Sally Wainwright | 3 juli 2011            |  |

## Seizoen 2 (2012)
| Nr. | Aflevering | Titel             | Regisseur       | Schrijver        | Originele uitzenddatum |  |
| --- | ---------- | ----------------- | --------------- | ---------------- | ---------------------- |  |
| 7   | 1          | Loyalty           | China Moo-Young | Sally Wainwright | 12 maart 2012          |  |
| 8   | 2          | Secrets           | China Moo-Young | Sally Wainwright | 19 maart 2012          |  |
| 9   | 3          | Pipe Dreams       | China Moo-Young | Sally Wainwright | 26 maart 2012          |  |
| 10  | 4          | Sacred Trust      | Paul Walker     | Sally Wainwright | 9 april 2012           |  |
| 11  | 5          | Graves            | Paul Walker     | Sally Wainwright | 9 april 2012           |  |
| 12  | 6          | Mould             | Paul Walker     | Sally Wainwright | 16 april 2012          |  |
| 13  | 7          | Sidelines         | Morag Fullarton | Sally Wainwright | 23 april 2012          |  |
| 14  | 8          | Divided Loyalties | Morag Fullarton | Sally Wainwright | 30 april 2012          |  |

## Seizoen 3 (2013)
| Nr. | Aflevering | Titel                   | Regisseur       | Schrijver        | Originele uitzenddatum |  |
| --- | ---------- | ----------------------- | --------------- | ---------------- | ---------------------- |  |
| 15  | 1          | Vulnerable              | Morag Fullarton | Sally Wainwright | 3 april 2013           |  |
| 16  | 2          | Things We Do For Love   | Morag Fullarton | Sally Wainwright | 10 april 2013          |  |
| 17  | 3          | Thin Ice                | Morag Fullarton | Sally Wainwright | 17 april 2013          |  |
| 18  | 4          | Cradle                  | Juliet May      | Sally Wainwright | 24 april 2013          |  |
| 19  | 5          | Witness                 | Juliet May      | Sally Wainwright | 1 mei 2013             |  |
| 20  | 6          | Undermined              | Juliet May      | Amelia Bullmore  | 8 mei 2013             |  |
| 21  | 7          | Wrong Place, Wrong Time | Morag Fullarton | Amelia Bullmore  | 22 mei 2013            |  |
| 22  | 8          | Futures                 | Morag Fullarton | Sally Wainwright | 23 mei 2013            |  |

## Seizoen 4 (2014)
| Nr. | Aflevering | Titel               | Regisseur      | Schrijver       | Originele uitzenddatum |  |
| --- | ---------- | ------------------- | -------------- | --------------- | ---------------------- |  |
| 23  | 1          | Superficial         | Simon Delaney  | Amelia Bullmore | 10 september 2014      |  |
| 24  | 2          | Tough Love          | Simon Delaney  | Amelia Bullmore | 17 september 2014      |  |
| 25  | 3          | Damaged             | Simon Delaney  | Lee Warburton   | 24 september 2014      |  |
| 26  | 4          | A Matter of Rank    | Noreen Kershaw | Emily Ballou    | 1 oktober 2014         |  |
| 27  | 5          | Neglect             | Noreen Kershaw | Lee Warburton   | 8 oktober 2014         |  |
| 28  | 6          | Professional Divide | Noreen Kershaw | Emily Ballou    | 15 oktober 2014        |  |
| 29  | 7          | Fatal Error         | Neasa Hardiman | Amelia Bullmore | 22 oktober 2014        |  |
| 30  | 8          | Lost Loyalty        | Neasa Hardiman | Amelia Bullmore | 29 oktober 2014        |  |

## Seizoen 5 (2016)
| Nr. | Aflevering | Titel         | Regisseur      | Schrijver     | Originele uitzenddatum |  |
| --- | ---------- | ------------- | -------------- | ------------- | ---------------------- |  |
| 31  | 1          | Ghost         | Alex Kalymnios | Lee Warburton | 13 april 2016          |  |
| 32  | 2          | Nobody's Fool | Alex Kalymnios | Lee Warburton | 20 april 2016          |  |
| 33  | 3          | Change        | Alex Kalymnios | Lee Warburton | 27 april 2016          |  |